# Nilo d'Ancira
Nilo d'Ancira, noto anche come Nilo il sinaita (fl. IV-V secolo), fu un monaco bizantino, abate e autore di trattati ascetici, spirituali e esegetici. È considerato santo da tutte le Chiese cristiane.

## Biografia
Sono pochi i dati biografici e cronologici circa la vita dell'abate Nilo, ignorato dai suoi contemporanei. Il primo autore a parlarne è Procopio (VI secolo), e in seguito il Chronicon di Giorgio il monaco (IX secolo).
Nilo era un monaco, vissuto nei dintorni di Ancira tra la fine del IV secolo e gli inizi del V secolo. La sua lettera più antica sembra potersi datare a poco prima del 390. Altri dati cronologici desunti dai suoi scritti confermano che era ancora vivo verso il 420. Nilo era inoltre contemporaneo di Giovanni Crisostomo, di cui fa spesso gli elogi nei suoi scritti; fu probabilmente un suo alunno e discepolo, con cui strinse amicizia.
A Nilo è stata attribuita la paternità sulle Narrationes de caede monachorum Montis Sinae (Storie del massacro dei monaci del Monte Sinai), che raccontano invece una storia diversa, ignota agli scritti attribuiti con certezza a Nilo d'Ancira, e che ha dato origine nel tempo al nome di Nilo il sinaita. Residente a Costantinopoli, all'epoca di Teodosio (imperatore dal 379 al 395), sposato con due figli, lasciò la capitale bizantina per ritirarsi sul monte Sinai assieme al figlio Teodolo, finché questi non fu catturato da bande di beduini. Andato alla ricerca del figlio, lo trovò presso Elusa, in Palestina; qui il vescovo locale li ordinò entrambi preti. Subirono il martirio in seguito a un'incursione di arabi e le loro spoglie furono trasportate a Costantinopoli all'epoca di Giustino II (imperatore dal 565 al 578). Questo racconto è considerato una leggenda agiografica fittizia, che tuttavia ebbe larga risonanza nel mondo cristiano orientale dopo che la sua vicenda fu inserita nei sinassari bizantini e poi nella Storia Ecclesiastica di Niceforo Callisto Xanthopoulos.

## Opere
A Nilo la Patrologia greca dedicò un intero volume con tutte le opere che nel tempo gli sono state attribuite. Studi più recenti, assegnano a Nilo solo una parte di questi trattati, suddivisi in 3 categorie:
- Trattati ascetici:
  - Al monaco Agathios o Peristeria
  - Sulla superiorità dei monaci
  - Discorsi ascetici
  - Sulla povertà volontaria
  - Discorso su Albianos
- Trattati esegetici:
  - Commento sul Cantico dei Cantici
  - Frammenti: Commento sull'ecclesiaste, Commento sui salmi
- Le Lettere; sono attribuite a Nilo d'Ancira oltre un migliaio di lettere, per lo più scritte a personaggi sconosciuti.[10]

Diverse opere che nel corso dei secoli furono attribuite a Nilo, appartengono in realtà a Evagrio Pontico. Inoltre, la fama che ebbe Nilo nei secoli successivi alla sua morte fu tale che gli fu data la paternità su altri testi e trattati, che in realtà non gli appartengono, ma sono attribuiti ad uno Pseudo-Nilo.

## Culto
Nelle Chiese ortodosse san Nilo il sinaita è commemorato il 14 gennaio, assieme agli altri monaci martirizzati sul monte Sinai.
Nel Martirologio Romano, Nilo d'Ancira è celebrato il 12 novembre e ricordato con queste parole:
(Martirologio Romano. Riformato a norma dei decreti del Concilio ecumenico Vaticano II e promulgato da papa Giovanni Paolo II, Città del Vaticano, 2004, p. 871)